# Altzaga
Altzaga é um município da Espanha na província de Guipúscoa, comunidade autónoma do País Basco, de área 2,53 km² com população de 156 habitantes (2007) e densidade populacional de 61,66 hab./km².

## Demografia
| Variação demográfica do município entre 1991 e 2004 | Variação demográfica do município entre 1991 e 2004 | Variação demográfica do município entre 1991 e 2004 | Variação demográfica do município entre 1991 e 2004 |
| --------------------------------------------------- | --------------------------------------------------- | --------------------------------------------------- | --------------------------------------------------- |
| 1991                                                | 1996                                                | 2001                                                | 2004                                                |
| 94                                                  | 95                                                  | 106                                                 | 148                                                 |